# Josef Escher
Pour les articles homonymes, voir Escher.
Josef Escher, né le 17 septembre 1885 à Simplon-Village et mort le 9 décembre 1954 à Berne, est une personnalité politique suisse, membre du parti démocrate-chrétien.

## Biographie
Après avoir fait ses écoles obligatoires à Brigue de 1899 à 1906 puis obtenu sa maturité fédérale à Saint-Maurice en 1907, il suit des études de droit aux universités de Berne et de Berlin et obtient sa licence en 1913. Il est ensuite propriétaire d'une étude de notaire et d'avocat à Brigue.
Sur le plan politique, il est vice-président de la ville de Brigue en 1912, puis président de Glis de 1920 à 1928. Cantonalement, il est élu député au Grand Conseil du canton du Valais de 1917 à 1931. Il en sera le président en 1923. Il devient ensuite Conseiller d'État chargé des affaires militaires et de l'instruction publique de 1932 à 1933, puis du département des finances de 1933 à 1937. Il est par ailleurs président du Conseil d'État en 1934.
Élu au Conseil national qu'il préside en 1948 - 1949, de 1925 à 1931 puis de 1936 à 1950, il est président du parti conservateur populaire suisse (futur PDC) entre 1946 et 1950 et membre du groupe parlementaire pour la défense des intérêts de la population de montagne et de la communauté de travail des paysans de montagne. Conservateur, il défend les cantons de montagne et la protection de la famille.
Le 14 septembre 1950, il est élu au Conseil fédéral au premier tour, devenant le 65e conseiller fédéral de l'histoire[réf. nécessaire]. Il prend en charge le département des postes et des chemins de fer où il doit faire face à de difficiles votations populaires comme celles sur la loi sur le transport routier en 1951 ou la modification de la loi sur le service des postes en 1953 ainsi qu'aux conflits suscités par la centrale électrique du Rheinau en 1954. La télévision suisse commence à émettre alors qu'il est au gouvernement.
Il est vice-président de la Confédération en 1954 mais sa mort au cours d'une séance du parlement l'empêche d'accéder à la présidence prévue durant l'année 1955.

## Sources
- Informations sur Josef Escher avec résultat de l'élection sur le site internet du Conseil fédéral suisse.